# Liste der Bodendenkmäler in Redwitz an der Rodach
Auf dieser Seite sind die Bodendenkmäler in der oberfränkischen Gemeinde Redwitz an der Rodach zusammengestellt. Diese Tabelle ist eine Teilliste der Liste der Bodendenkmäler in Bayern. Grundlage ist die Bayerische Denkmalliste, die auf Basis des Bayerischen Denkmalschutzgesetzes vom 1. Oktober 1973 erstmals erstellt wurde und seither durch das Bayerische Landesamt für Denkmalpflege geführt wird. Die folgenden Angaben ersetzen nicht die rechtsverbindliche Auskunft der Denkmalschutzbehörde.

## Bodendenkmäler der Gemeinde Redwitz an der Rodach

### Bodendenkmäler in der Gemarkung Redwitz a.d.Rodach
| Lage                          | Objekt | Akten-Nr.     | Bild |
| ----------------------------- | --- | ------------- | ---- |
| Redwitz a.d.Rodach (Standort) | Freilandstation des Mesolithikums und Siedlung der Hallstattzeit. | D-4-5833-0032 |      |
| Redwitz a.d.Rodach (Standort) | Archäologische Befunde im Bereich der ehemalige spätmittelalterlichen Schlosskapelle, ab der frühen Neuzeit Evangelisch-Lutherischen Pfarrkirche von Redwitz a.d.Rodach.                                           | D-4-5833-0118 |      |
| Redwitz a.d.Rodach (Standort) | Archäologische Befunde im Bereich des spätmittelalterlichen und frühneuzeitlichen Schlosses in Redwitz a.d.Rodach mit Wirtschaftsgebäuden und mittelalterlicher Burg als Vorgängerbau. Siehe auch: Schloss Redwitz | D-4-5833-0119 |      |
| Redwitz a.d.Rodach (Standort) | Archäologische Befunde im Bereich der anstelle eines mittelalterlichen Vorgängerbaus errichteten frühneuzeitlichen Evangelisch-Lutherischen Pfarrkirche von Obristfeld mit Kirchhof.                               | D-4-5833-0121 |      |

### Bodendenkmäler in der Gemarkung Trainau
| Lage               | Objekt                                                    | Akten-Nr.     | Bild |
| ------------------ | --------------------------------------------------------- | ------------- | ---- |
| Trainau (Standort) | Freilandstation des Paläolithikums und des Mesolithikums. | D-4-5833-0018 |      |